# ゴエマイ語
ゴエマイ語（Goemai; 原語での発音: [ɡə̀mâi]）あるいはアンクェー語（Ankwei）とは、ナイジェリアで話されている言語の一つである。プラトー州のシェンダム地方行政区（Shendam）をはじめ、ナサラワ州のラフィア地方行政区（Lafia）やアウェ（Awe）地方行政区でも話されている。
Goemai は話者の言語の自称のみならず、エスニックグループとしての自称でもあるが、#音韻論で触れるように oe は /ə/ であるため実際の発音は「ガマイ」あるいは「ゲマイ」が近い。言語名は Ankwai、Ankwe、Gamai、Kemai と表記される場合もあるが、特に Ankwe は古めの言語学、人類学、歴史学の文献に見られる。Goemai も Ankwe も呼称の起こりは不明であるが、Goemai の方に関しては恐らく単数の名詞化要素 gòe- と不明な語根 mái（cf. mòemâi〈人々、よそ者〉、この語には複数用の名詞化要素 mòe- が見られる）から成り、一方似ている語彙がゴエマイ語に存在しない Ankwe の方は民間語源でハウサ語の àkwái〈在る〉との関連付けが行われている。これはかつてガマイ族が特定の作物が耕作されているかということをヨーロッパ人たちに訊ねられるたびに「ある」と答えてきたから、というものである。
声調言語ではあるが、話者は声調を表記しない表記法に慣れている。ハウサ語と同じチャド諸語で、相や否定といった一部の文法要素にハウサ語からの借用が見られるなど一定の影響が見られる。また伝統的な数詞の体系は二十進法であるが、これはチャド諸語とは異なる系統の近隣地域の言語を髣髴とさせるものである（参照: #数詞）。

## 分類
ハウサ語と同じくアフロ・アジア語族のチャド語派、西チャド諸語に分類されている。伝統的には規則的な音韻対応、代名詞の形、特徴的な形態的特徴からアンガス語（Angas; 別名: Ngas）に近く（参照: Greenberg (1966); Hoffmann (1975); Jungraithmayr & Ibriszimow (1994); Jungraithmayr & Shimizu (1981); Newman & Newman (1966); Newman (1977a)）、さらにKoenoem語、Montol語、Pyapun語、Tal語とは密接に関連し合い、部分的に相互理解が可能とされてきた。

## 音韻論
音素の紹介に入る前に、本項目で用いる正書法は Sirlinger (1937) の実用的な正書法に Hellwig (2003) が手を加えたものであることを示しておく。

### 子音
子音は以下の通りである。
|          |          |          | 唇音   | 歯茎音 | 硬口蓋音 | 軟口蓋音 | 声門音 |
| -------- | -------- | -------- | ------ | ------ | -------- | -------- | ------ |
| 閉鎖音   | 無声音   | 有気音   | p /pʰ/ | t /tʰ/ |          | k /kʰ/   |        |
| 閉鎖音   | 無声音   | 無気音   | p' /p/ | t' /t/ |          | k' /k/   |        |
| 閉鎖音   | 有声音   |          | b      | d      |          | g /ɡ/    |        |
| 閉鎖音   | 有声音   | 入破音   | b' /ɓ/ | d' /ɗ/ |          |          |        |
| 摩擦音   | 無声音   | 有気音   | f /fʰ/ | s /sʰ/ | sh       |          | h /h/  |
| 摩擦音   | 無声音   | 無気音   | f' /f/ | s' /s/ | sh'      |          |        |
| 摩擦音   | 有声音   | 有声音   | v      | z      | j        |          |        |
| 鼻音     | 鼻音     | 鼻音     | m      | n      |          | ng /ŋ/   |        |
| 流音     | 側面音   | 側面音   |        | l      |          |          |        |
| 流音     | ふるえ音 | ふるえ音 |        | r      |          |          |        |
| わたり音 | わたり音 | わたり音 | w      |        | y /j/    |          |        |

無声阻害音（この場合は閉鎖音と摩擦音のこと）に有気・無気の区別が見られるのに加え、有声阻害音と入破音の対立も存在する。様々な言語を比較した場合、無声閉鎖音の有気・無気の対立はよく見られるものであるが、無声摩擦音の有気・無気の対立は珍しい部類に入る（Ladefoged & Maddieson (1996:66–70, 176–9)）。
|        |          | 無気音           | 有気音                     |
| ------ | -------- | ---------------- | -------------------------- |
| 閉鎖音 | 唇音     | p'ang〈石〉      | pang〈蛇〉                 |
| 閉鎖音 | 歯茎音   | t'al〈集める〉   | tal〈尋ねる〉              |
| 閉鎖音 | 軟口蓋音 | k'am〈指南する〉 | kam〈result（参照: #相）〉 |
| 摩擦音 | 唇音     | f'er〈四〉       | fer〈つの〉                |
| 摩擦音 | 歯茎音   | s'am〈擂る〉     | sam〈下る〉                |
| 摩擦音 | 硬口蓋音 | sh'arap〈魚〉    | sharap〈女たち〉           |

### 母音
母音は以下の7種類である。
| i | û (= /ʉ/)  | u |
| e | oe (= /ə/) | o |
| a |            |   |

### 声調
ゴエマイ語には高、低、下降、上昇、計4種類の声調がある。しかし、以下の例のように語ごとの声調がそのまま維持される場合も前の語の声調が次の語の声調に影響を及ぼす場合もまちまちであり（ná〈見る〉は高声調、dàl〈打つ〉は低声調である）、Hellwig (2003) はこれと話者が声調なしの表記に慣れていることを理由に、基本的に声調を省略して記述を行っている。
- 例1a: hèn nà lá

グロス: 1sg 見る 子(sg)
訳:「私は子供を見た」
- 例1b: hèn dàl lá

グロス: 1sg 打つ 子(sg)
訳:「私は子供をぶつ」
- 例2a: mûèp ná lá

グロス: 3pl 見る 子(sg)
訳:「彼らは子供を見た」
- 例2b: mûèp dál là

グロス: 3pl 打つ 子(sg)
訳:「彼らは子供をぶつ」

## 文法

### 形態論
Dryer (2013) は「屈折形態論における接頭と接尾の対立」と銘打ち、世界中の様々な言語の接辞の付き方に関する調査を行っているが、ゴエマイ語に関しては Hellwig (2003:passim) を根拠に、調査の指標として設定した接辞の中で確認できたものが2種類以下であったため「屈折形態論が乏しいもしくは皆無」な言語として扱っている。

#### 名詞
名詞が屈折変化することはないが、数やクラスを標示する体系の名残りは見られ、またそれとは別に数を標示する新たな体系が形成されつつあることを窺わせる要素も観察されている。まず補充法や接中辞 a による数の標示が見られる名詞は以下の6種類のみではあるが、接中辞 a はチャド諸語においては複数を表す形成素としてありふれたものである（Frajzyngier (1977); Newman (1990)）。
| 単数形 | 複数形 | 意味               |
| ------ | ------ | ------------------ |
| k'a    | k'ek   | 頭                 |
| k'en   | k'an   | 母方のおじ         |
| la     | jap    | 子; 少ない、小さい |
| mat    | sharap | 女                 |
| mis    | daas   | 男                 |
| reep   | zarap  | 少女               |

sharap や zarap に見られる VrV という組み合わせは派生動詞の複数形によく見られる形成素であり、また数多くの集合名詞中にも見られる（例: arang〈灰〉、gurum〈人（々）〉、oerem〈豆〉、sh'arap〈魚〉）。これはかつて複数形を形成する生産的なパターンが存在していたことを窺わせるもので、現にほかのジョス・プラトー（英: Jos Plateau）の言語にも同じ形成素が見られる（Gerhardt & Wolff (1977)）。

#### 代名詞
独立代名詞は名詞と同様にあらゆる修飾語を伴うことが可能で、統語的に名詞が現れることが可能な位置であればどこにでも現れ得る。以下の例では場所の照応詞（英: locative anaphor）と共に現れている。
- 例: de-goe mûaan goe p'en ni nnoe.

グロス: purp 行く(sg) seq 排除する(sg) 3sg loc.anaph
訳:「行ってそれをどかしてやろうと」
以下の表は存在が確認されている代名詞の体系であり、
- 独立代名詞（非動詞節、焦点、前置詞の後に現れる）
- 目的語代名詞（動詞の後に現れる）
- 主語代名詞（動詞の前に現れる）
- 所有代名詞（名詞の後ろや接尾辞の形で〈体〉や〈自身〉といった名詞に限って現れる）

である。
|            |            | 独立代名詞および目的語代名詞 | 主語代名詞 | 所有代名詞 | 所有代名詞 | 所有代名詞    |
|            | 〈体〉     | 独立代名詞および目的語代名詞 | 主語代名詞 | 〈自身〉   |            |               |
| ---------- | ---------- | ---------------------------- | ---------- | ---------- | ---------- | ------------- |
| 一人称単数 | 一人称単数 | hen                          | hen ~ n    | noe        | san        | mmaan         |
| 二人称単数 | 男性       | goe                          | goe        | goe        | sak        | mmak          |
| 二人称単数 | 女性       | yoe ~ yi                     | yoe ~ yi   | yoe ~ yi   | shik       | mmik ~ mmit   |
| 三人称単数 | 三人称単数 | ni                           | ni         | muk        | sek (muk)  | mmuk          |
| 一人称複数 | 一人称複数 | men                          | moe        | men        | sem        | mmen          |
| 二人称複数 | 二人称複数 | gwen                         | gu         | gwen       | suk        | mmuk (*mnuk)  |
| 三人称複数 | 三人称複数 | mûep                         | mûep       | mûep       | (sek mûep) | (mmûep)       |
| sg.m.LogS  | sg.m.LogS  | ji                           | ji         | ji         | sûûn       | mmûûn         |
| sg.f.LogS  | sg.f.LogS  | doe                          | doe        | doe        | sat        | mmat          |
| pl.LogS    | pl.LogS    | dwen                         | du         | dwen       | sut        | (mmûep)       |
| sg.m.LogA  | sg.m.LogA  | gwa                          | gwa        | gwa        | (sek gwa)  | (mmak)        |
| sg.f.LogA  | sg.f.LogA  | pa                           | pa         | pa         | (sek pa)   | (mmik ~ mmit) |
| pl.LogA    | pl.LogA    | nwa                          | nwa        | nwa        | (sek nwa)  | (mmûep)       |

表の通り独立/目的語代名詞、主語代名詞、所有代名詞はほぼ同じ形である。〈体〉や〈自身〉を表す名詞と共に接尾辞として現れる代名詞は恐らく何らかの古いパターンの名残りで、ほかのチャド諸語の（所有）代名詞との形式的な類似性が見られる。ゴエマイ語では二人称単数のみ性による区別があるが、他のチャド諸語では二人称単数だけでなく三人称単数にも性の区別が見られる（Blažek (1995); Dolgopolsky (1988); Kraft (1974)）。
上表の LogS や LogA の行はlogophoricな代名詞で、発話行為の動詞や補文標識（英: complementizer）yin〈言う〉
によって導かれる節の中において用いられ、その主な役割は指示の追跡である。これらは間接話法の要素だけでなく直接話法（たとえば間投詞や直接話法の時点では真実であった絶対時制の使用）も反映する。Hellwig (2003) のグロスでは話し手（英: reported speaker）を LogS、受信者（英: reported addressee）を LogA で表している。これらには二人称と似て性による区別が存在する。
- 例: Yin / to / (...) ji goe ndoe ûen goe-pe t'ong ji poe pa ba.

グロス: 言う オーケー sg.m.LogS.I com 或る 薬 nmlz-comp irr sg.m.LogS 与える sg.f.LogA neg
訳:『（彼は）「うん、（...）貴女にあげられる薬は全然ないんだ」と言った。』

#### 派生名詞類
ゴエマイ語に形容詞の形式類（英: form class）は存在しないが、その代わり形容詞のように名詞を修飾する機能をもつ修飾構文が存在する。単数であれば goe-、複数であれば moe- という接頭辞を付加し、状態変化の動詞や活動の動詞、限定詞から名詞類を派生させることが可能であり、このようにしてできた名詞類は統語的に通常の名詞が現れる場所であればどこにでも現れ、あらゆる修飾語と共起し得る。
状態変化動詞からの派生例:
- goe-pe moe-b'ang rwo goe yil Duut / goe-b'ang nnoe na ndoe mat (...).

グロス: nmlz-comp nmlz(pl)-赤くなる 入る(pl) 場所に 地 ドゥート nmlz(sg)-赤くなる loc.anaph 見る 或る 女(sg)
訳:「赤い者たち〈ヨーロッパ人〉がドゥートの地に入ってきた時、この赤い者はある女を見て（...）」
活動動詞からの派生例:
- A gya moe-shyang toe.

グロス: foc 歌/踊り nmlz(pl)-狩る/見張る emph
訳:「狩人たちの踊りだよ。」
限定詞からの派生例:
- Goe-nnoe rang / goe-nnoe rang.

グロス: nmlz(sg)-loc.anaph 考える nmlz(sg)-loc.anaph 考える
訳:「この者が考え、あの者が考える。」

#### 限定詞
ゴエマイ語の限定詞は指示詞、場所の照応詞（英: locative anaphor）、定冠詞、計3つのカテゴリからなる。
指示詞は「選択的な名詞化接頭辞+副詞化接頭辞+直示的分類辞（英: deictic classifier）+直示的語根」という複雑な構成からなり、修飾語としても主要部たる名詞としても現れる。
- 例1: K'epmang ndoe goe-n-d'e-nang-hoe.

グロス: 異なる 接続 nmlz(sg)-advz-clf:存在-dem.dist-まさに
訳:「あそこにあるのとは違う。」
- 例2: Tep nkyat ndoe goe-nnoe ba.

グロス: 黒くなる 同じ 接続 nmlz(sg)-loc.anaph neg
訳:「あれほど黒くはない。」
定冠詞 hok は前の話から分かる指示対象を標示するのに用いられる。
- 例: Sai ndoe kaam t'a nd'ûûn ndoe lu k'us m-mûep. (...) mûep goe mûen goe pe kaam hok. (...) mûep yin du wul a kaam hok.[注 4]

グロス: そして 或る 祭り 落ちる(sg) 中に 或る 居留地 近く com-3pl.poss 3pl 当然法 行く(pl) 場所に 場所 祭り def 3pl 言う pl.LogS 着く foc 祭り def
訳:「そして祭りが彼らの近くの町に来た。（...）彼らは祭りの場所へ行く必要がある。（...）彼らは祭りのために着いていたと言った。」
このように限定詞が3種類存在することの類例は系統が近い別のチャド諸語の一言語スーラ語（Sura; 別名: Mwaghavul）Mupun方言で確認されている（Frajzyngier (1993:81–105)）が、言語横断的には言語というものが外部照応的な用法、照応形、前の言及といった様々な機能を単一の形態素か単一の形式類に一本化させる傾向があることから、複数種類の限定詞が共起することは稀な現象と見られる（Diessel (1999:93–114); Lyons (1977:646–657)）。

#### 前置詞
ゴエマイ語には真正の前置詞と空間的名詞類という2種類の前置詞が存在し、以下の表のようなものがある。どちらも前置詞句の先頭に立つ性質により前置詞と見做されるが、空間的名詞類の方は名詞由来であるという点が異なる。
| 前置詞       | goe                        | 場所において、共格/具格、テーマ                              |
| 前置詞       | N-                         | 物体において、共格/具格、テーマ、受益者格（英: benefactive） |
| 空間的名詞類 | sek                        | 物の「本体」に                                               |
| 空間的名詞類 | k'a ~ n-k'a, k'ek ~ n-k'ek | 物の「頭」に                                                 |
| 空間的名詞類 | goede ~ n-goede            | 物の「底」に                                                 |
| 空間的名詞類 | pûe ~ n-pûe ~ goe-pûe      | 物の「口」に                                                 |
| 空間的名詞類 | nd'ûûn                     | 物の内側に                                                   |
| 空間的名詞類 | dakd'ûe                    | 物の真ん中に                                                 |
| 空間的名詞類 | nk'ong                     | 物の「後ろ」に                                               |
| 空間的名詞類 | ntyem ~ nkyem              | 物の「前」に                                                 |
| 空間的名詞類 | n-t'oor ~ goe-t'oor        | 物の「脇」に                                                 |

- 例: Ndoe shel-n-sh'e t'o k'a muk.[21]

グロス: 或る 遊び-loc-足 横たわる(sg) 頭に(sg) 3sg.poss
訳:「ボールはその上にある。」
真正の前置詞は名詞か独立代名詞が義務的に後ろにくる。
- 例: D'e t'ong moe shin shit yi n-ni.[22]

グロス: 在る prog 1pl する 仕事 prog com-3sg.I
訳:「我々はそれを使って仕事をしているところだ。」

#### 動詞
ゴエマイ語の動詞には単数・複数の区別が見られるものが存在するが、様々な補充法や非生産的な語根の交替が見られ、単数形を基準にして複数形を予測することは不可能である。数の区別は多くの意味論の領域に跨って見られるが、特に態度の動詞、運動動詞、引き起こされた運動の動詞、破壊の動詞といったものによく見られ、対照的に認知の動詞、知覚動詞、発話動詞、消費の動詞といったものには見られない。単数形と複数形が異なる動詞には、以下のようなものが存在する。
| 形成素          | 単数  | 複数     | グロス                 |
| --------------- | ----- | -------- | ---------------------- |
| 補充法          | f'yer | nan      | 大きくなる             |
| -a-、-wa-、-ya- | f'yer | f'yar    | 大きくなる、重要になる |
| -VrV-           | tap   | tarap    | 英: snap               |
| -Vb'V-          | k'oon | k'ab'an  | 見下ろす               |
| -a-ap (t > r)   | muut  | mûarap   | 死ぬ                   |
| -e-             | mûaan | mûen     | 行く                   |
| -oe-eng         | d'al  | d'oeleng | 呑み込む               |
| -wo             | ru    | r(u)wo   | 入る                   |
| -t              | twaam | twat     | 立ちすくませる         |

確認されている形成素のうち接中辞 a は恐らくチャド諸語に由来するものと思われ、また折中辞 -r- や接尾辞 -ng はジョス・プラトー地域ではありふれたもので、ベヌエ・コンゴ諸語（Benue-Congo）の動詞の外延まで遡ることが可能である（Gerhardt & Wolff (1977)）。

#### 時制・相・法
ゴエマイ語の時制・相・法の標示はほかのチャド諸語と異なっている（たとえば Jungraithmayr (1979); Newman (1977b); Schuh (1976); Wolff (1979) を参照）。ほかのチャド諸語であれば時制・相・法で屈折変化する動詞や代名詞が用いられ完了相/不完了相の二項対立が見られるが、そうではなく独立した不変化詞や通時的に元々何であったのか起源のはっきりした迂言的な構文により表される。
| 形                                 | 意味                                    | 通時的な起源                                        |
| ---------------------------------- | --------------------------------------- | --------------------------------------------------- |
| 標識なし                           | アオリスト                              | -                                                   |
| dok、dyen、d'in、d'a               | 過去時制と未来時制                      | 動詞連結構文中の最初の動詞（?）                     |
| t'ong                              | 不確定法（英: irrealis）                | 動詞連結構文中の最初の動詞                          |
| 場所の動詞 + t'ong 動詞(目的語) yi | 進行相（英: progressive）               | 場所の動詞 + 従属節が不確定法のために標示されたもの |
| la 動詞(目的語) t'ong              | 習慣相（英: habitual）                  | 条件節 + 不確定法の標識                             |
| goe、N-                            | 不確定法                                | 場所の前置詞                                        |
| kam、lat                           | 結果相（英: resultative）、英: anterior | 動詞連結構文中の2番目の動詞                         |

##### アオリスト
動詞に何も標識をつけなければ時制を中立化させるアオリストとなる。たとえば以下の例1では時制の不変化詞 dok により語りが遠過去でなされているが、後に続く発話は全て無標の動詞が用いられている。
- 例1: Fûan dok shin bi goe-dam t'yak noe (...). Moe tang ni yi de-goe doe tu. Sai mang s'a muk nin n-yit noe.

グロス: 兎 pst.rem する 物 nmlz-駄目にする 心臓/首 1sg.poss 1pl 探す 3sg 従属化 purp 来る 殺す(sg) そして 取る 手 3sg.poss 指す/見せる loc-顔 1sg.poss
訳:「兎は私を怒らせることをした（...）ので私たちは奴をぶっ殺してやろうと探した。そして（奴は）奴自身の手をあげて私の顔に指さした。」
アオリストは語りのストーリーラインの本筋を伝える場合によく用いられ（以下の例2では mûen のところまで）、時系列が別の話になった場合にはすかさずほかの時制・相・法の形態素が使われる。
- 例2: Mûep t'wot shin nye-d'ûe nnoe (...). Mûep yûûl p'ûat de-goe mûen. Fûan d'in t'ong d'i goe-t'oor (...).

グロス: 3pl 座っている(pl) する 種類-声 loc.anaph 3pl 起立する(pl) 出る(pl) purp 行く(pl) 兎 pst.close 座っている(sg) loc.anaph 場所に-脇
訳:「彼らは座ってこの話し合いをし、（...）彼らは立ち上がり、行こうと出た。（その少し前、）兎はそこの脇のところに座っていた。」

##### 時制
ゴエマイ語には3つの過去時制と未来時制1つ、計4つの時制が存在し、いずれも不変化詞を使って表す。遠過去は dok、昨日のことなら dyen、今日起きたことなら d'in、明日のことならば d'a である。

##### 相
相は進行相、習慣相、結果相、anterior の計4つが区別される。
進行相は不変化詞 t'ong と yi の間に場所の動詞をはさんだ迂言的な構文で表す。代名詞のうち一人称単数・三人称単数・三人称複数（例1を参照）・LogA は場所の動詞の前に、二人称単数・一人称複数（例2を参照）・二人称複数・LogS は t'ong の後ろにくる。
- 例1: Mûep t'wot t'ong shin shit yi b'ak.

グロス: 3pl 座っている(pl) prog する 仕事 prog ここ
訳:「彼らはそこで座って仕事をしていた。」
- 例2: D'e t'ong moe shin shit yi n-ni.

グロス: 在る prog 1pl する 仕事 prog com-3sg.I
訳:「我々はそれを使って仕事をしているところだ。」
習慣的あるいは繰り返し起こる出来事に用いられる習慣相も進行相と似た迂言的な構文で不変化詞 la ~ d'a と t'ong とを使い、代名詞のうち一人称単数、三人称単数、三人称複数（例3を参照）、LogA は la の前に、二人称単数・一人称複数（例4を参照）・二人称複数・LogS は la の後に置かれる。
- 例3: Mûep la yil goe-nnoe t'ong (...).

グロス: 3pl hab 書く nmlz(sg)-loc.anaph hab
訳:「彼らはこれに飾りをつけていたもので（…）。」
- 例4: La moe yong ni t'ong (...).

グロス: hab 1pl 呼ぶ 3sg hab
訳:「私たちはそのことを言ったもので（…）。」
また〈終わる〉という意味の自動詞由来で指示対象の時点の状況よりも前の関連した出来事を描写し、出来事が終わっていることを示す lat〈anterior〉や、〈留まる〉という意味の自動詞由来で運動動詞・引き起こされた運動の動詞・状態変化の動詞と共に用いられ、結果の状態に焦点を当てる kam〈結果相〉の不変化詞も存在する。
- 例: La fi lat (...) goe wus nd'ûûn sher.

グロス: cond 乾く(sg) ant 2sg.m 炙る 中で 鍋
訳:「（それが）乾いたら、（…）お前は鍋の中で（それを）炙るんだ。」
- 例: P'aar t'a kam n-hangoed'e.

グロス: 跳ぶ 落ちる(sg) result loc-水
訳:「（彼は）跳んで水中に落ちてしまった。」
なお、若年層の話者は上記4種類に加え、ハウサ語から借用された相の標識を用いるようになってきており、Hellwig (2003) が確認した限りでは gama〈…するのをやめる〉、k'ara〈動作の繰り返し〉、riga(ya)〈もう既にした〉、rik'a〈…し続ける〉、tab'a〈これまでしたことがある/ない〉がこれに該当する。これらの借用語彙は以下の例のように、動詞連結構文の最初の動詞のようにして用いられる。
- 例: k'ara ji tang pe goe-d'e fûan zak-yit mou.

グロス: 繰り返し sg.m.LogS 探す 場所 nmlz-在る 兎 再び neg
訳:「彼が兎がいる場所を探したりすることは最早あるまい。」

##### 法
不確定法（英: irrealis）や未来時制を表す形態素として t'ong、goe、N- の3種類が存在する。
不変化詞 t'ong は認識（あるいは様態）法（例1）、意図（例2）、反実仮想（例3）の不確定法や未来時制（例4）を表す。
- 例1: rang (...) pe hangoed'e t'ong zoom nd'asoenoe.

グロス: 考える comp 水 irr 冷える/冷やす 今
訳:「（彼は）水は今冷えているだろうと考えている。」
- 例2: To / yin t'ong ji shin nd'ang (...)?

グロス: オーケー 言う irr sg.m.LogS する どのように
訳:「（彼は）どのようにすべきだろうか（…）と言った。」
- 例3: D'in la kem d'in t'ong kwan dip.

グロス: pst.close cond ひっくり返る pst.close irr こぼす 全て
訳:「ひっくり返っていたら全部こぼれていただろう。」
- 例4: nhat la su k'a muk / (...) t'ong goe muut.

グロス: 風 cond 走る(sg) 頭に(sg) 3sg.poss irr 2sg.m 死ぬ(sg)
訳:「風がその上を走ったら（…）お前は死ぬだろう。」
また t'ong は以下の例5のように時制の標識と共起し得る。
- 例5: t'ong d'a moe rwo.

グロス: irr fut 1pl 入る(pl)
訳:「私たちは明日入るだろう。」
goe は当然法（英: obligative; 例6）や定まった未来時制（この用法では不確定法の不変化詞 t'ong と共起するのが普通; 例7）を表す。
- 例6: pa goe nyap hura.

グロス: sg.f.LogA 当然法 準備する 粥
訳:「彼女は粥の準備する必要がある。」
- 例7: Hen t'ong goe yil longvilip.

グロス: 1sg irr 当然法 書く 手紙
訳:「私は手紙を書くぞ。」
N- は許可の法（英: permissive; 例8）や近接未来時制（例9）を表す。
- 例8: hen m-mang

グロス: 1sg perm-取る
訳:「私に取らせてくれ」
- 例9: mûep t'ong n-yûûl

グロス: 3pl irr perm-起立する(pl)
訳:「彼らは立ち上がろうとするところだ」
なお Hellwig (2003) はこれらの形態素をあくまでも法と名付けた理由として、
- 未来とは関係のない文脈でも用いられること
- 未来は無標のアオリストの助けを借りて表現するのが可能であること
- 3種の形態素と共起し得る時制の標識と同様の対立の形式体系の一部ではないこと

以上の3点を挙げている。

### 統語論

#### 語順
ゴエマイ語は主節でも従属節でもSVO、つまり主語、述語、目的語の語順を取る。他多数のチャド諸語と同様（Frajzyngier (1983)）、語順は主語と目的語との文法関係をコードする主な手段となっている。また、主語も目的語も格標示はされない。以下はそれぞれ単純な自動詞節と他動詞節の例である。
- 例1: K'ur t'a n-hangoed'e.

グロス: 亀 落ちる(sg) loc-水
訳: 「亀が水に落ちた。」
- 例2: Nda noe t'al la-t'eng.

グロス: 父 1sg.poss 集める(sg) 子(sg)-木
訳: 「私の父は実をもいだ。」
付加詞は一部の例外を除き、右側に来る。

#### 句
名詞句を構成しうる要素は「限量詞、複数マーカー、主要部、所有修飾語、数詞、派生名詞類（英: derived nominal）、名詞化節、指示詞、場所の照応詞（英: locative anaphor）、定冠詞」の順番で現れる。
- 例1: War d'u gwen d'a (...).

グロス: 集める(pl) 多く[限量詞] pl[複数マーカー] 瓢箪[主要部]
訳:「（彼は）多くの瓢箪を集めて（...）」
- 例2: A / pe goe-f'yer/ (...) goe-d'ik G.

グロス: foc 場所[主要部] nmlz(sg)-大きくなる(sg)[派生名詞類] nmlz-建てる G氏[名詞化節]
訳: 「G.が建てた大きな場所だ」
- 例3: goe eep fridge n-d'e-nnoe hok (...).

グロス: 2sg.m 開ける(sg) 冷蔵庫[主要部] advz-clf:存在-dem.prox[指示詞] def[定冠詞]
訳: 「お前はそこにある冷蔵庫を開けて（...）」
また所有に関しては以下の例のように「所有の対象、所有者」の順で名詞同士を並置することで表現ができるが、チャド諸語では譲渡不可能な所有を表す場合に限って並置が見られるのが普通であり（Pawlak (1994); Schuh (1990)）、ゴエマイ語のように譲渡可能/不可能を区別しないチャド諸語の言語は極めて少ない。
- 例: mûaan lu la hok.

グロス: 行く(sg) 居留地 子(sg) def
訳:「（彼は）子供の家に行った。」

#### 節
名詞化節は不変化の名詞化接頭辞 goe- が節に付加されて名詞句の中に現れる。
- 例1: sh'im goe-d'an muk hok

グロス: ヤムイモ nmlz-茹でる 3sg.poss def
訳:「彼女が茹でたヤムイモ」（逐語訳:「彼女の茹でることのヤムイモ」）
また出来事の望ましい結果は goe (N-)、目的は de-goe (N-) という形態素を用い、動詞が同じ主語の項と同じ時制を共有している場合に表す事ができる。
- 例2: Yool goe mang la liit.

グロス: 起立する(sg) seq 取る 子(sg) ライオン
訳:「（彼は）立ち上がり、ライオンの子を取ることができた。」
- 例3: yool de-goe mang la liit

グロス: 起立する(sg) purp 取る 子(sg) ライオン
訳:「（彼は）ライオンの子を取ろうと立ち上がった」

##### 否定文
否定文は文の最後に不変化詞 mou あるいはこれに対応するハウサ語からの借用語彙 ba を付けることで作られる。
- 例: Mûep kat fûan ba（または mou）.

グロス: 3pl 見つける 兎 neg
訳:「彼らは兎を見つけられなかった。」
mou も ba もあらゆる動詞節・非動詞節やあらゆる時制・相・法構文を否定するのに用いられ、こうした不変化詞はチャド諸語にも（Pawlak (1994)）ジョス・プラトーにも（Gerhardt & Wolff (1977)）ごくありふれたものである。

##### 疑問文
はい/いいえで答える形式の疑問を作る場合、SVOの語順は保ちつつ文末に特定の不変化詞が置かれる。a ~ wa ~ ya は中立的な性格を持つものであるが、o ~ wo とすると質問の答えが「はい」であることを想定しているニュアンスが出る。
- 例1: T'ong yi b'oot a?

グロス: irr 2sg.f できる(sg) interr
訳:「貴女はできるだろうか？」
- 例2: Ko t'ong du kat lwa d'i m-pe hok o?

グロス: 多分 irr pl.LogS 見つける 肉 loc.anaph loc-場所 def interr
訳:「彼らが例の場所のあそこで肉を見つけるかもしれないんじゃないかな？」
WH疑問文もSVOの語順はそのままで、疑問詞が焦点の形態素 a と共に現れる場合、境界の形態素の隣（以下の例では習慣相の t'ong の後）に現れる。
- 例: Dok la shin t'ong a mmoe?

グロス: past.rem hab する hab foc 何
訳:「（彼は）何をずっと前にやっていたんだ？」
疑問詞の一覧は以下の通りである。
| 疑問詞                          | グロス                      |
| ------------------------------- | --------------------------- |
| mmoe ~ bi mmoe                  | 何                          |
| nye (bi) mmoe                   | なぜ（逐語訳:〈何の種類〉） |
| k'a (bi) mmoe                   | なぜ（逐語訳:〈何の頭〉）   |
| wuroe                           | 誰                          |
| nnang                           | どこへ/どこから/どこに      |
| t'atnang                        | いつ（逐語訳:〈日あそこ〉） |
| 〔単数〕goenang;〔複数〕moenang | どれ、どの                  |
| nd'ang                          | どのように                  |
| kong                            | いくら                      |

## 語彙

### 数詞
数詞は以下の通りである。
| 1  | (goe)me                             |
| 2  | vel                                 |
| 3  | k'un                                |
| 4  | f'er                                |
| 5  | paat                                |
| 6  | poemo〈1を与える〉                  |
| 7  | poevel〈2を与える〉                 |
| 8  | poek'un〈3を与える〉                |
| 9  | poef'ar〈4を与える〉                |
| 10 | s'ar（s'a〈手〉から派生）           |
| 11 | s'ar k'a goeme〈10+1〉              |
| 20 | ya gurum〈人を捕まえる〉            |
| 21 | ya gurum shik'a goeme〈20+1〉       |
| 30 | ya gurum shik'a s'ar〈20+10〉       |
| 40 | ya gurum vel〈20*2〉                |
| 50 | ya gurum vel shik'a s'ar〈20*2+10〉 |

なお助数詞は goe-me、goe-vel、goe-k'un…といった具合である。
数詞は#句で触れたように主要部を修飾する要素として主要部に後置することが可能である。体系は二十進法であるが、二十進法はチャド諸語やプラトーの言語ではあまり例がなく、むしろジュクン語（Jukun）やコロロファ王朝（Kororofa; Kwararafa とも）で見られるものである（Gerhardt (1987); Ibriszimow (1988); Shimizu (1980)）。

## 話者
話者のガマイ族はナイジェリアのプラトー州シェンダム地方行政区におけるエスニックグループとしては多数派で、農業を経済の基盤としつつ漁業も行っている。口承からはゴエマイ語の話者たちは比較的近頃になってジョス・プラトー（Jos Plateau）から現在の土地に移住してきたことが窺える（参照: Isichei (1982); Yearwood (1981)）が、自分たちこそが地域の先住民であると考えてきた。ガマイ族にはキリスト教徒もムスリムもおり、ガマイ族と同じ地域に暮らしてきてムスリムが目立つジャラワ（Jarawa）、Borghom、Pyem といった集団はかつてガマイ族により先住民として認められていたが、1990年を境にロング・ガマイ（Long Gamai）として知られるシェンダムの伝統的な首長は彼らの先住民としての権利を否定し始めた。ジャラワはシェンダムから20キロメートル離れたプラトー州南部の町イェルワ（Yelwa）を築き上げた集団であることを主張しているが、ガマイ族はジャラワを後から来た「入植者」に過ぎないと見做している。シェンダムの地方行政官がヒューマン・ライツ・ウォッチに語ったところによれば、地域には常に「先住民か入植者か」問題が絶えず、双方が土地の所有権を主張していたものの、宗教の違いはあくまでも表面的なものに過ぎなかった。伝統的な首長を選出する手続きをめぐる悶着は昔からあったものの、現代になるまで目立った暴力沙汰は起きていなかった。しかし状況が分極化していたこともありやがて対立は宗教を軸としたものへとすり替わっていき、2002年6月の前触れを経た後、2004年2月から5月にかけて様々なエスニックグループのキリスト教徒・ムスリム同士による宗教を対立軸とした暴力の応酬が行われた（参照: イェルワの虐殺 Yelwa massacre）。このうち犠牲者の多くがキリスト教徒であった2004年2月24日の事件が起こる2-3日前にはイェルワ近郊のムスリムが多数を占める村ヤミニ（Yamini）においてフラニ人たちとラングタング・サウス地方行政区（Langtang South）出身のキリスト教徒たちとの間の牛泥棒をめぐる騒動を発端としたいざこざの最中、当時50代であったムスリムのガマイ族地方首長サアドゥ（Sa'adu）がキリスト教徒により殺害された。また犠牲者の多くがムスリムであった2004年5月の事件の際イェルワの町は統率された軍隊のような集団に包囲されたが、この事件の生存者は言語や訛りから判断して襲撃者たちにはガマイ族、タロック族（Tarok）、Montol が含まれていた旨を証言している。
ガマイ族の間で子供たちへのゴエマイ語の継承は限定的であるように見受けられ、Dimmendaal & Voeltz (2007) によれば第一言語がハウサ語に移り変わりつつある。